# Joseph Greenberg
Joseph Harold Greenberg (28 mei 1915 - 7 mei 2001) was een taalkundige uit de Verenigde Staten.

## Afrikaanse talen
Zijn werk ligt ten grondslag aan moderne indelingen van talen in groepen. Zijn Languages of Africa geeft een indeling van Afrikaanse talen die in grote lijnen nog gevolgd wordt.
Omdat de archeologie nog weinig aanknopingspunten biedt voor de vroege Afrikaanse geschiedenis, worden verwantschappen tussen de verschillende Afrikaanse talen door historici gebruikt om iets te kunnen zeggen over de migratie van de verschillende volkeren op het continent.

Moderne indeling Afrikaanse taalgroepen

De indeling was als volgt:
| Hoofdgroep       | Indeling        | Voorbeeld  |
| ---------------- | --------------- | ---------- |
| Niger-Kordofaans | West-Atlantisch | Fulani     |
|                  | Mande           | Malinké    |
|                  | Voltaïsch       | Mossi      |
|                  | Kwa             | Yoruba     |
|                  | Oost-Adamawa    | Zande      |
|                  | Bantu           | Lingala    |
| Nilo-Saharaans   | Soedantalen     | Acholi     |
|                  | Saharaans       | Kanuri     |
|                  | Songhay         |            |
| Afro-Aziatisch   | Semitisch       | Amhaars    |
|                  | Berbers         | Tashelhiyt |
|                  | Koesjitisch     | Somali     |
|                  | Tchadisch       | Hausa      |
| Khoisan          | Khoisan         |            |
|                  | Sandawe         |            |
|                  | Hadza           |            |